# Budapest hajóvonal-hálózata
A fővárost észak–déli irányban 28 kilométer hosszban átszelő Duna szakasz kettő, városképileg és funkcionalitásában alapvetően eltérő karakterű, budai és pesti részre osztja. A folyam 1853-tól kezdve fokozatosan kiszabályozott partján kiépített 160-180 kikötési ponton évente átlagosan 420‐450 ezer főnyi személyforgalom bonyolódik a 3200‐3500 alkalommal kikötő hajókon. A legtöbb kikötőt a MAHART–PassNave Személyhajózási Kft. üzemelteti. A belvárosi mederfelületet legnagyobb arányban mégsem a - gőzüzemű hajózás korában komolyabb - hivatásforgalom járművei, hanem a nemzetközi turizmust kiszolgáló városnéző sétahajók és a nagy méretű folyami szállodahajók foglalják el.

## Története
2012. július 1-jén a BKK elindította első három hajójáratát: a hétköznapi D11-est és D12-est, illetve a hétvégén ezeket pótló D13-ast. A járatok déli végállomása a Kopaszi-gát volt, míg északon Újpest, Árpád út (D11) és a Rómaifürdő (D12 és D13). 2013. május 7-étől a hajójáratok útvonalát lerövidítették, déli végállomásuk a Haller utca lett. 2020-tól a közlekedésük szünetel.
2014. március 15-től az egyetlen fővárosi átkelőhajót, a Csepel, Királyerdő és Soroksár, Molnár-sziget között ingázó D14-es járatot a Budapesti Közlekedési Központ megrendelésére a Rudas és Társa Bt. üzemelteti.
2021. májusa óta a MAHART–PassNave üzemeltetésében indult el a nyári szezonban a Nemzeti Színház és a Margit-sziget között, a menetrend szerint két óránként közlekedő Budapesti Körjárat nevű szolgáltatás. (Keddtől - péntekig érvényesek maradtak rá a Budapesti Közlekedési Központ bérletei.) 2024-től a MAHART-Passnave Budapesti Körjárata a Budapest Grand Tour, a BKV kétféle városnéző hajójárata pedig a BKV Riverboat nevet viseli és már egyik sem a közszolgáltatás része.

## Járatok
A koronavírus-járvány miatt 2020. április 1. óta érvényes menetrend szerint:
| Vonal | Útvonal                                      | Bevezetés időpontja | Kikötők száma | Megjegyzés                        |
| ----- | -------------------------------------------- | ------------------- | ------------- | --------------------------------- |
|       | Közlekedése visszavonásig szünetel.          |                     |               |                                   |
|       |                                              |                     |               |                                   |
|       |                                              |                     |               |                                   |
|       | Csepel-Királyerdő ◄► Soroksár, Molnár-sziget | 2014. március 15.   | 2             | Kompjárat, minden nap közlekedik. |

2016. július 17-én megszűnt a hétvégénként közlekedő   -as hajójárat, helyette a   -es közlekedik minden nap, sűrűbb megállással.

### Ideiglenes járatok
2013 óta a Sziget Fesztivál alatt az Óbudai-szigetre ideiglenes hajójáratok közlekednek a Vigadó térről   -es és a Jászai Mari térről   -es jelzéssel.
2015. október 23-ról 24-re és 24-ről 25-re virradó éjjel W15 jelzéssel a WOMEX rendezvényére ideiglenes járat közlekedett a Haller utca és Egyetemváros – A38 között. A járat mindkét éjszaka 23 óra és 4 óra között 15 perces gyakorisággal közlekedett. A hajójáratot a rendezvényre vásárolt belépőkarszalaggal ingyenesen igénybe lehetett venni.
2016. december 4-étől 2017. május 13-áig és 2018. július 30-ától augusztus 31-éig a Kossuth Lajos tér metróállomás lezárása miatt a 2-es metró pótlására elindították a   -es metrópótló hajót, ami a Batthyány tér és a Kossuth Lajos tér között közlekedett 15 percenként. 2018 novemberétől a 2019-es tavaszi menetrend bevezetésééig a D12-es járat helyett ismét közlekedik a Kossuth Lajos téri és a Petőfi téri kikötők között.

## Fejlesztési tervek
A BKK a jövőben nagy hangsúlyt szeretne fektetni a hajóhálózat fejlesztésébe. A tervek között szerepel új hajók beszerzése a jelenlegi 30 évesek helyett, illetve a hálózat fejlesztése. Ez több kikötő átépítését és áthelyezését, esetleg új kiépítését jelentené, mind városi és elővárosi körzetekben.
A tervek szerint két alap- és két gyorsjárat indul. A két alapjárat színjelzése kék és magenta, míg a gyorsjáratoké zöld és narancssárga lenne.
Városi hajózási rendszer
A kék vonal a Nemzeti Színháznál létesített új kikötőnél végállomásozna (a jelenlegi Haller utcai kikötő megszűnik), és onnan közlekedne Újpest, Árpád útig. A magenta vonal végállomása csak hétköznap, csúcsidőben lenne itt, azon kívül a Kopaszi-gátig közlekedne. A két vonal a Batthyány térnél ágazna el: a kék vonal Margitsziget és Vizafogó, míg a másik Margitsziget és Újlak útvonalon érkezne Újpest, Árpád úthoz. A zöld vonal Budafok-belvárostól indulna, majd Csepel-Gyártelep érintésével érkezne a Nemzeti Színházhoz. Innen indulna a narancssárga is, mellyel a Batthyány térig azonos megállási renddel közlekedne. Itt a két vonal elágazna: a zöld a Kolosy tér érintésével érkezne az Árpád hídi végállomásához, míg a narancssárga a Jászai Mari teret érintve közlekedne az Árpád híd felé, majd onnan tovább a Rómaifürdő érintésével a Pünkösdfürdőig járna.
| Kikötők (É–D irányban)                                   | Járatok      | Járatok | Járatok | Járatok |
| -------------------------------------------------------- | ------------ | ------- | ------- | ------- |
| Kikötők (É–D irányban)                                   | Pünkösdfürdő |         |         |         |
| Rómaifürdő                                               |              |         |         |         |
| Újpest, Árpád út                                         |              |         |         |         |
| Meder utca                                               |              |         |         |         |
| Óbudai-sziget                                            | O            |         |         |         |
| Árpád híd, pesti hídfő                                   |              |         |         |         |
| Margitsziget, szállodák                                  |              |         |         | O       |
| Kolosy tér H                                             |              |         |         |         |
| Margitsziget, Centenáriumi emlékmű                       |              |         |         | O       |
| Margitsziget, Danubius sporttelep                        | O            |         |         |         |
| Jászai Mari tér                                          |              |         |         |         |
| Batthyány tér M+H                                        |              |         |         |         |
| Kossuth Lajos tér M                                      |              |         |         |         |
| Vigadó tér                                               |              |         |         |         |
| Várkert Bazár                                            |              |         |         |         |
| Fővám tér M                                              |              |         |         |         |
| Szent Gellért tér M                                      |              |         |         |         |
| Boráros tér H                                            |              |         |         |         |
| Egyetemváros                                             |              |         |         |         |
| Nemzeti Színház                                          |              |         |         |         |
| Kopaszi-gát                                              |              |         |         | O       |
| Csepel, Színesfém utca                                   |              |         |         |         |
| Budafok-belváros                                         |              |         |         |         |
| Megjegyzés: O: csak csúcsidőn kívül és hétvégén érintené |              |         |         |         |

Elővárosi hajózási rendszer
A kék vonal a városihoz hasonló vonalon haladna, viszont a Kopaszi-gát érintésével Budafok-belvárosig közlekedne. A magenta vonal az Árpád hídig azonos útvonalon közlekedne, viszont a Meder utca érintése nélkül, illetve Újpest helyett a Pünkösdfürdőig járna a Rómaifürdő érintésével. A két gyorsjárat elővárosi vonalként közlekedne: a zöld vonal délen Dunafüredig járna Nagytétény, Érd-Ófalu, és Százhalombatta érintésével, viszont a budapesti útvonala a városival azonos lenne. A narancssárga útvonala északon Nagymarosig hosszabbodna, Szentendre, Leányfalu, Tahitótfalu, Dunabogdány, Kisoroszi és Visegrád érintésével.
| Kikötők (É–D irányban)                                   | Járatok   | Járatok | Járatok | Járatok |
| -------------------------------------------------------- | --------- | ------- | ------- | ------- |
| Kikötők (É–D irányban)                                   | Nagymaros |         |         |         |
| Visegrád                                                 |           |         |         |         |
| Kisoroszi                                                |           |         |         |         |
| Dunabogdány                                              |           |         |         |         |
| Tahitótfalu                                              |           |         |         |         |
| Leányfalu                                                |           |         |         |         |
| Szentendre-Művésztelep                                   |           |         |         |         |
| Szentendre-dél                                           |           |         |         |         |
| Pünkösdfürdő                                             |           |         |         |         |
| Rómaifürdő                                               |           |         |         |         |
| Újpest, Árpád út                                         |           |         |         |         |
| Meder utca                                               |           |         |         |         |
| Óbudai-sziget                                            | O         |         |         |         |
| Árpád híd, pesti hídfő                                   |           |         |         |         |
| Margitsziget, szállodák                                  |           |         |         | O       |
| Kolosy tér H                                             |           |         |         |         |
| Margitsziget, Centenáriumi emlékmű                       |           |         |         | O       |
| Margitsziget, Danubius sporttelep                        | O         |         |         |         |
| Jászai Mari tér                                          |           |         |         |         |
| Batthyány tér M+H                                        |           |         |         |         |
| Kossuth Lajos tér M                                      |           |         |         |         |
| Vigadó tér                                               |           |         |         |         |
| Várkert Bazár                                            |           |         |         |         |
| Fővám tér M                                              |           |         |         |         |
| Szent Gellért tér M                                      |           |         |         |         |
| Boráros tér H                                            |           |         |         |         |
| Egyetemváros                                             |           |         |         |         |
| Nemzeti Színház                                          |           |         |         |         |
| Kopaszi-gát                                              |           |         |         | O       |
| Csepel, Színesfém utca                                   |           |         |         |         |
| Budafok-belváros                                         |           |         |         |         |
| Csepel, Rózsa utca                                       |           |         |         |         |
| Nagytétény-Kastélypark                                   |           |         |         |         |
| Érd-Ófalu                                                |           |         |         |         |
| Batta                                                    |           |         |         |         |
| Dunafüred                                                |           |         |         |         |
| Megjegyzés: O: csak csúcsidőn kívül és hétvégén érintené |           |         |         |         |

## A 2016-os járatátalakítás
A BKK társadalmi egyeztetésre bocsátotta a BKK-Duna hajójárataival kapcsolatos hálózatfejlesztést, melyet 2016 júliusában vezetett be.
| Bevezetésre került fejlesztések | Bevezetésre került fejlesztések                | Bevezetésre került fejlesztések | Bevezetésre került fejlesztések | Bevezetésre került fejlesztések |
| Viszonylat                      | Végállomások                                   | Bevezetés időpontja             | Megjegyzés |                                 |
| ------------------------------- | ---------------------------------------------- | ------------------------------- | --- | ------------------------------- |
|                                 | Újpest, Árpád út ◄► Boráros tér H (Petőfi híd) | 2016. július 18.                | A Boráros téri kikötő után az "Egyetemváros – A38" → "Haller utca" → "Boráros tér H (Petőfi híd)" kikötők érintésével közlekedett. Üzemideje a munkanapi csúcsidőszakra korlátozódott, egyes menetek a Jászai Mari térig közlekedtek dél felől. A továbbiakban nem érintette a "Várkert Bazár" kikötőt. |                                 |
|                                 | Rómaifürdő ◄► Boráros tér H (Petőfi híd)       | 2016. július 18.                | Csak a Boráros térig közlekedett, megállt a "Margitsziget, Centenáriumi emlékmű" és az "Óbudai-sziget" kikötőnél, de nem érintette a "Meder utca" kikötőt. Hétvégén is járt, pótolva a megszűnő -ast.                                                                                                   |                                 |
|                                 | Megszűnt                                       | 2016. július 17.                | A továbbiakban a -es közlekedett helyette hétvégén, kikötőinek egy részét kiszolgálva (Margitsziget, Centenáriumi emlékmű; Óbudai-sziget). |                                 |

## Képgaléria

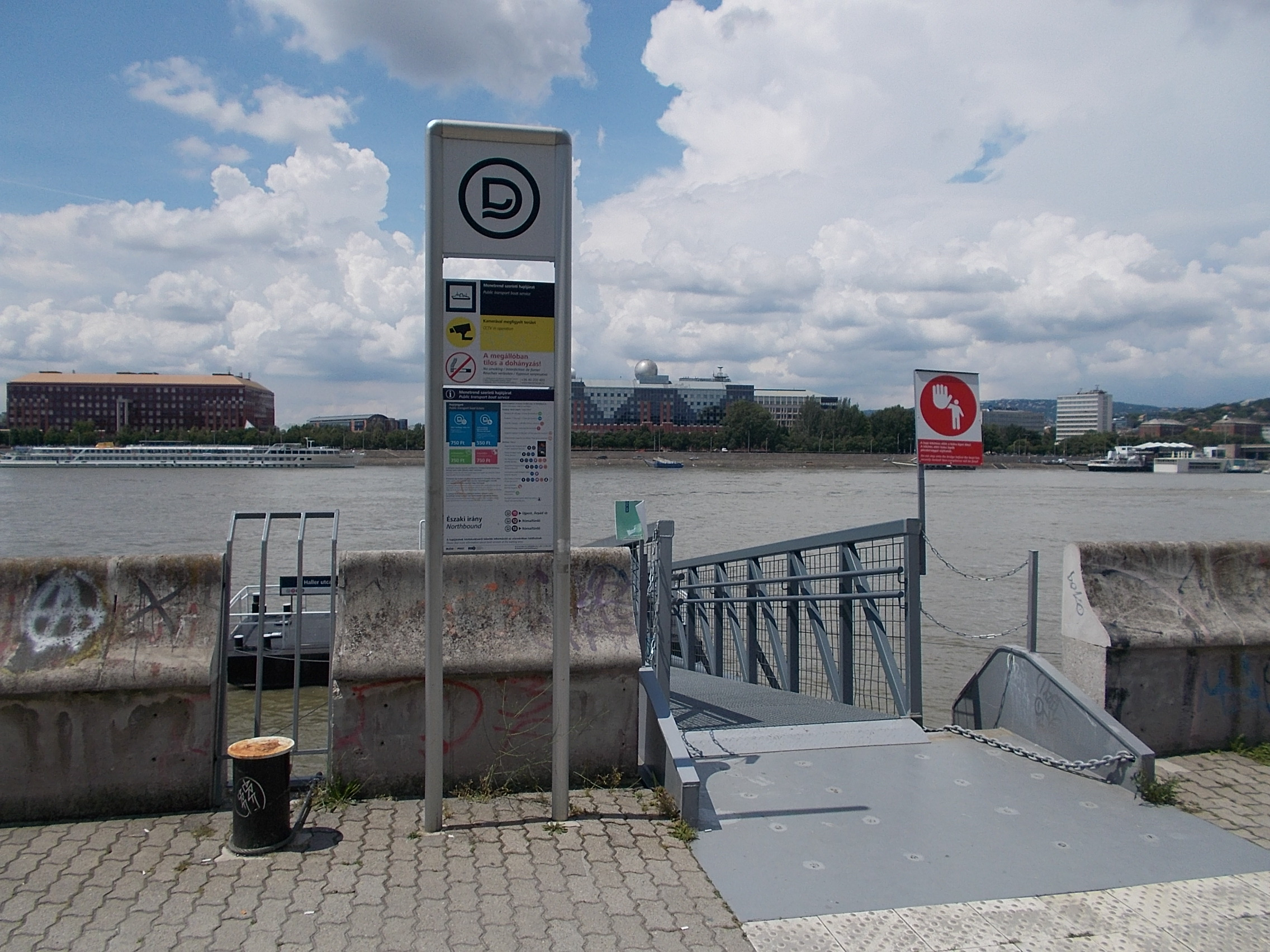
A Haller utcai kikötő…
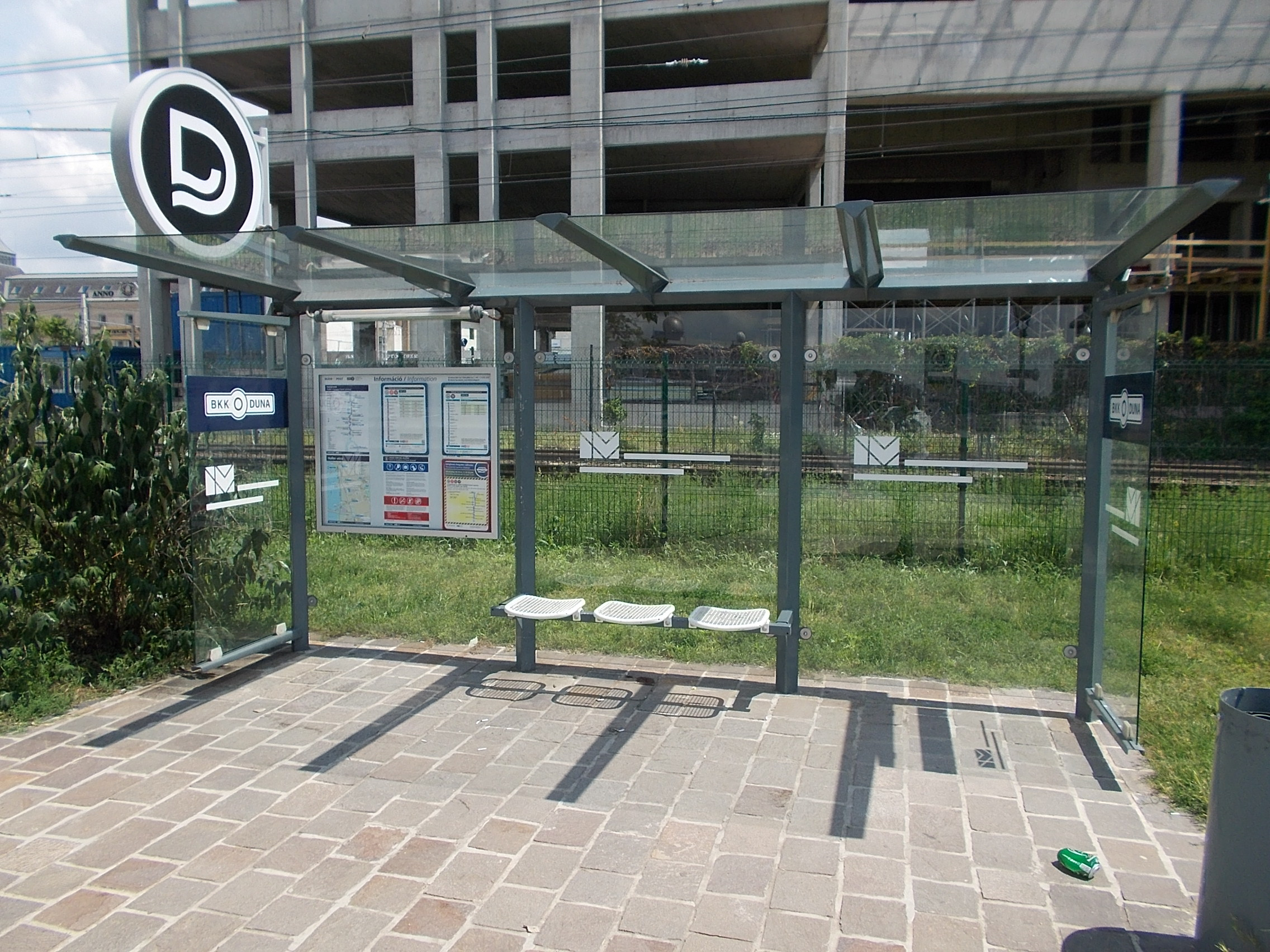
és az utasvárója
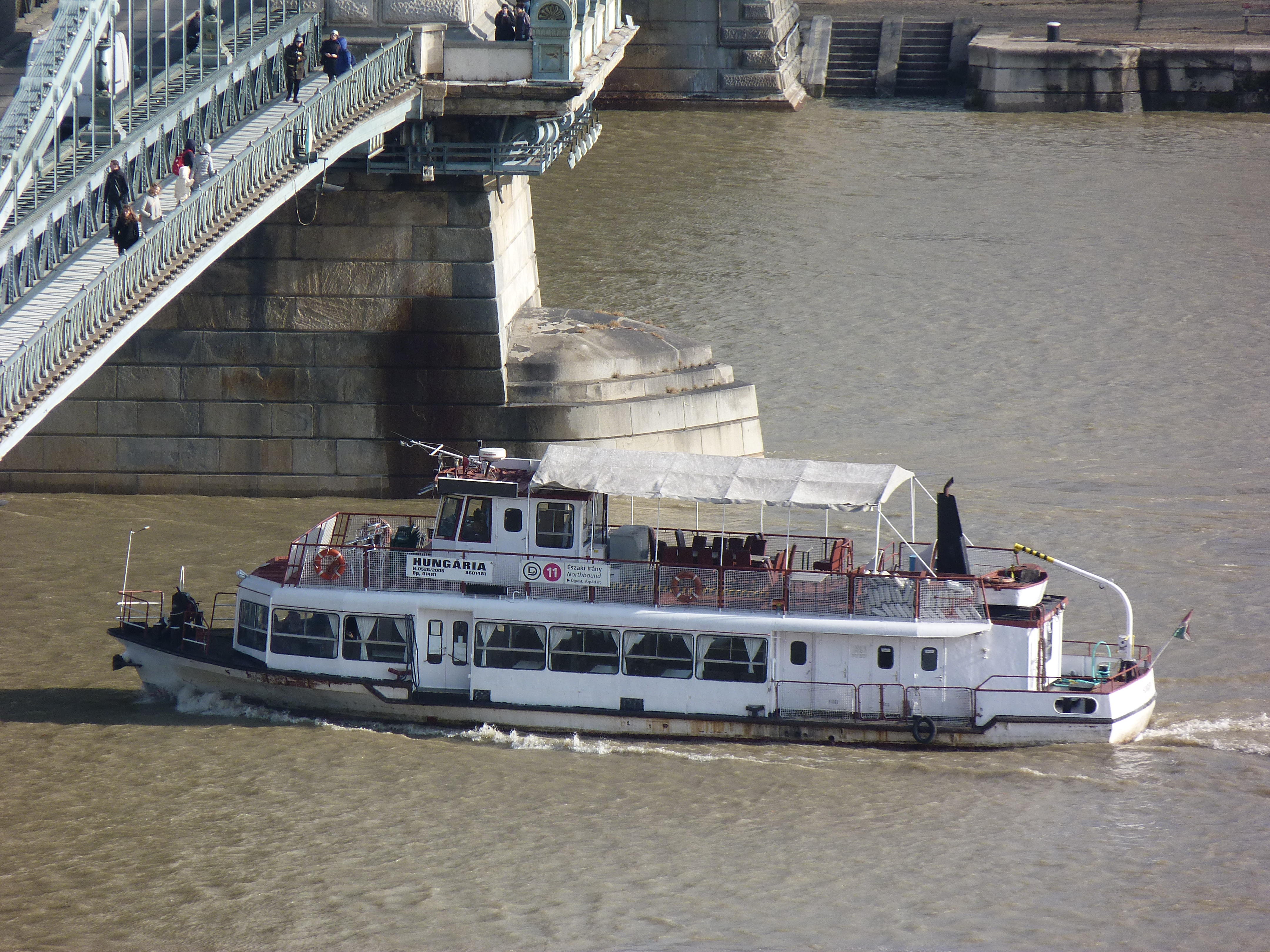
A Hungária a Lánchíd alatt
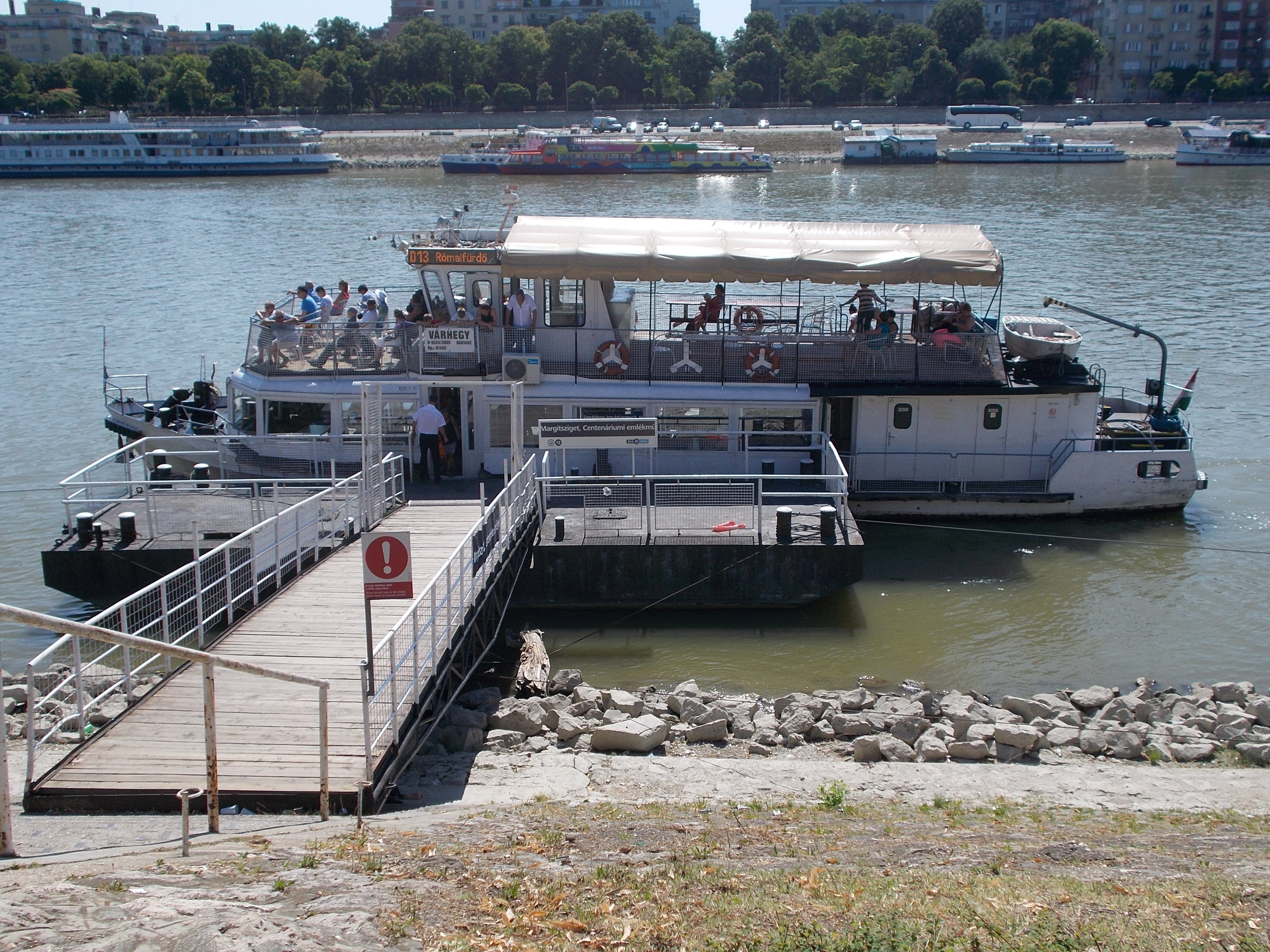
A D13-as hajójárat a Margit-szigetnél
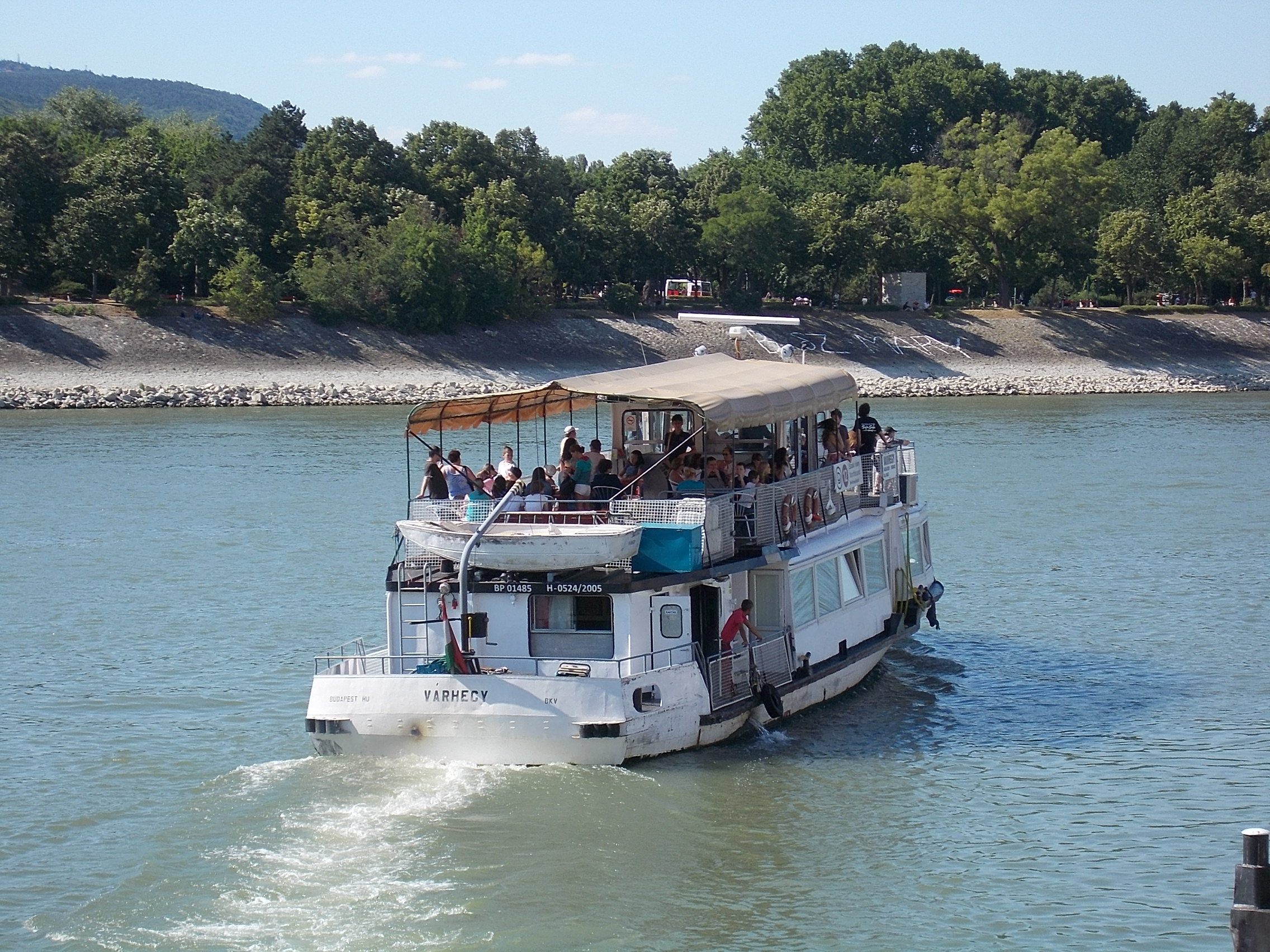
A Várhegy indul a Dagály fűrdő melletti kikötőből
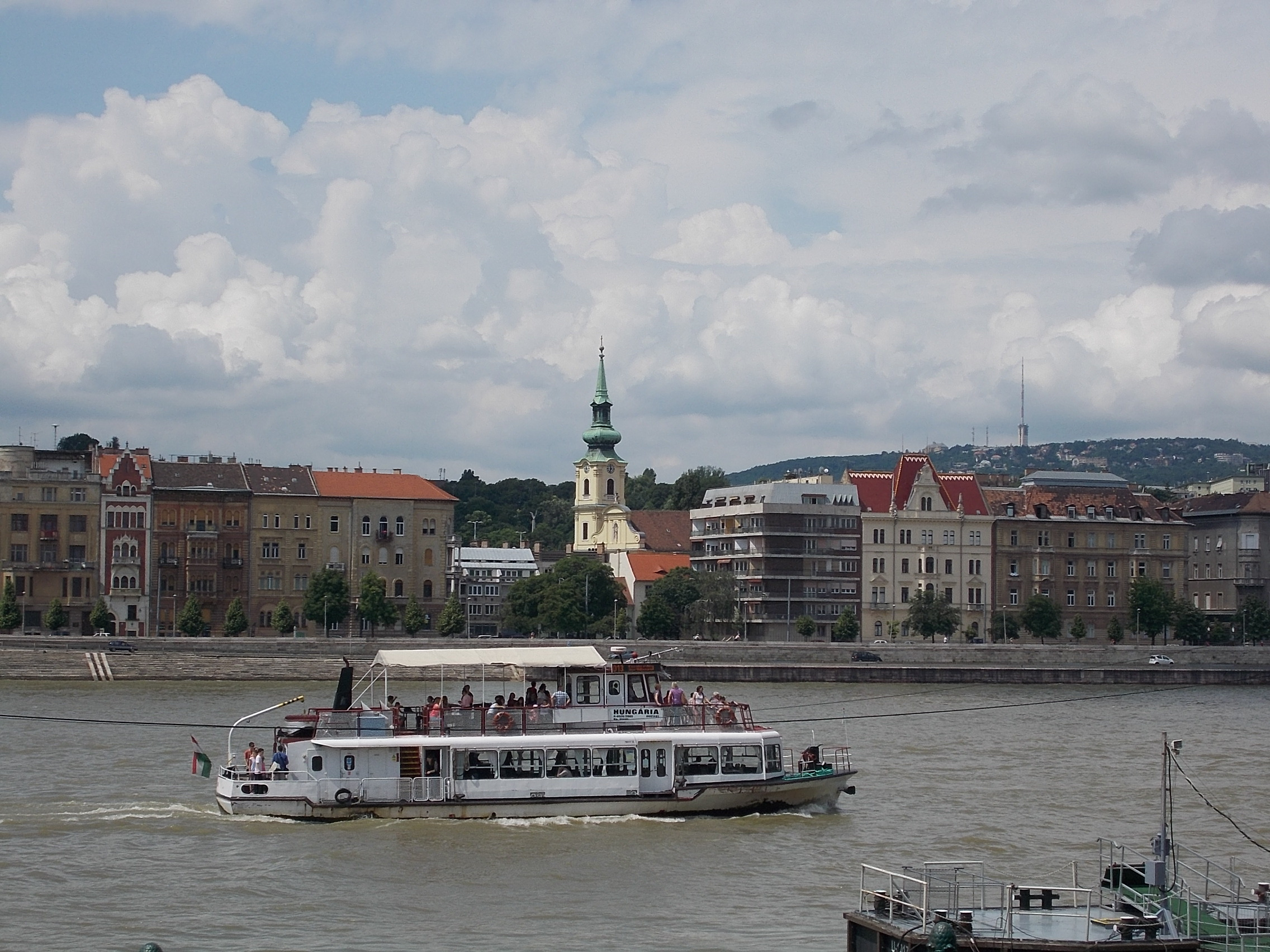
A Hungária a Tabánnál
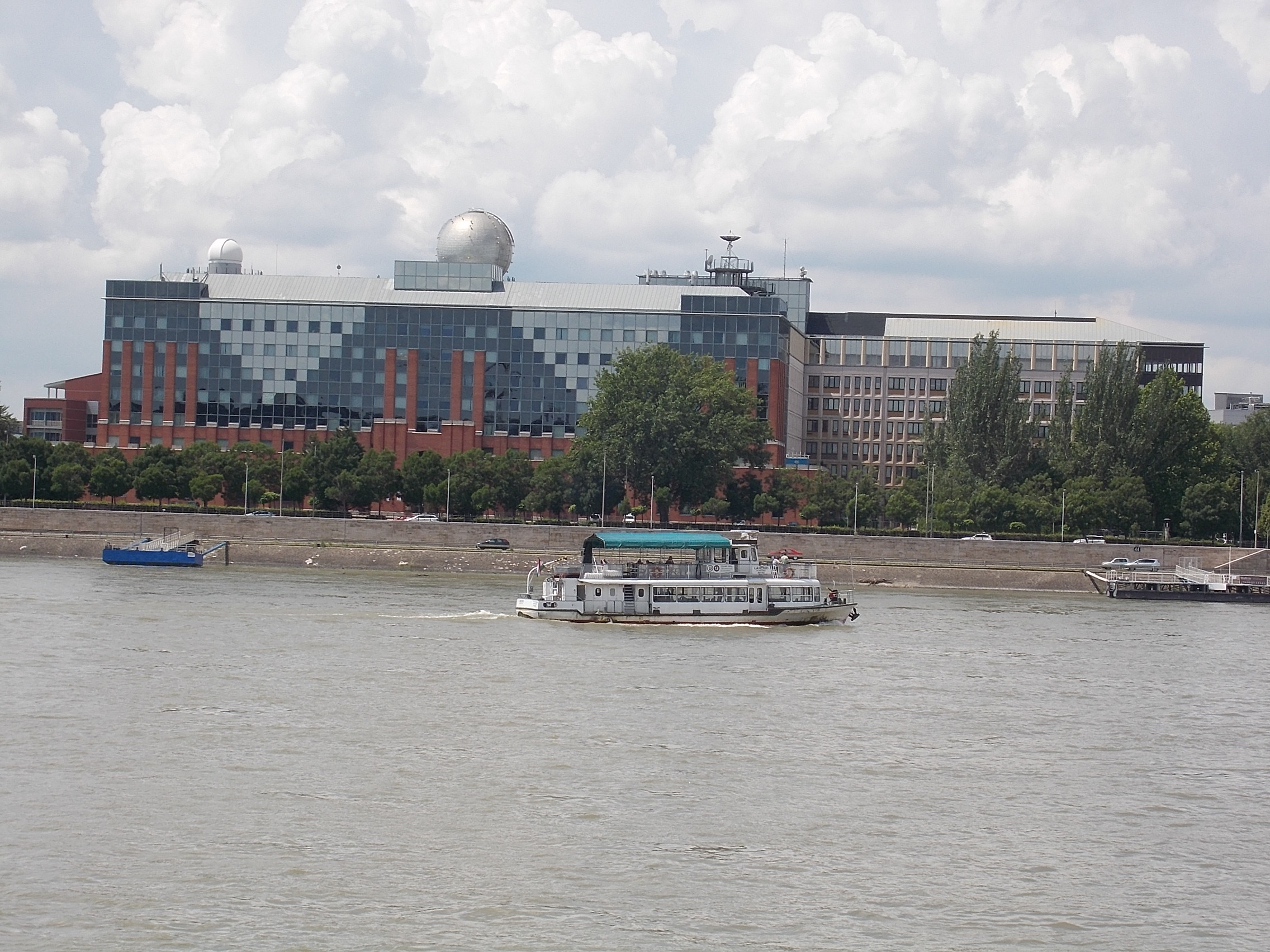
A Lánchíd hajó Lágymányoson, az Eötvös Loránd Tudományegyetem épületei előtt
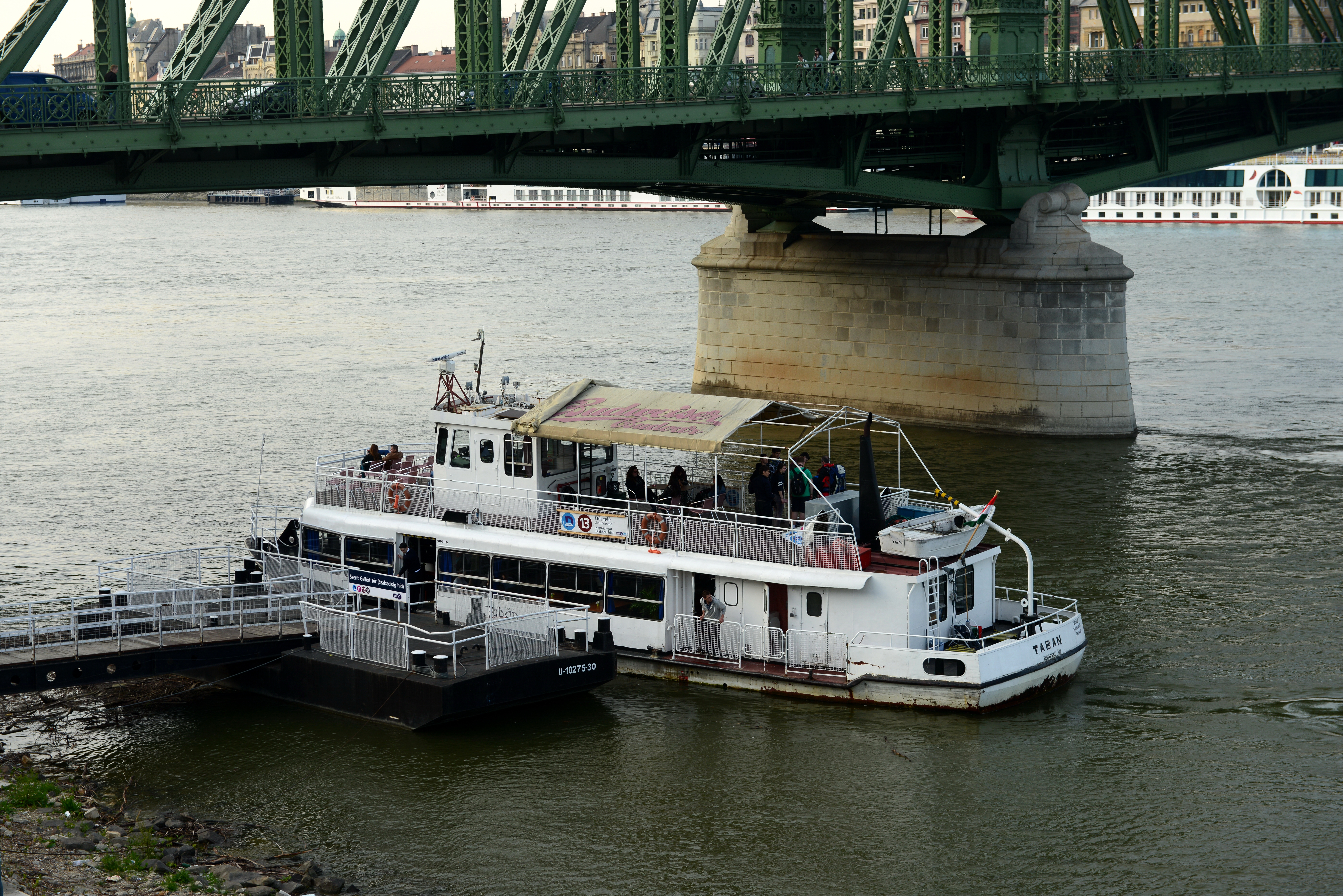
A Tabán hajó a Szent Gellért téri kikötőnél
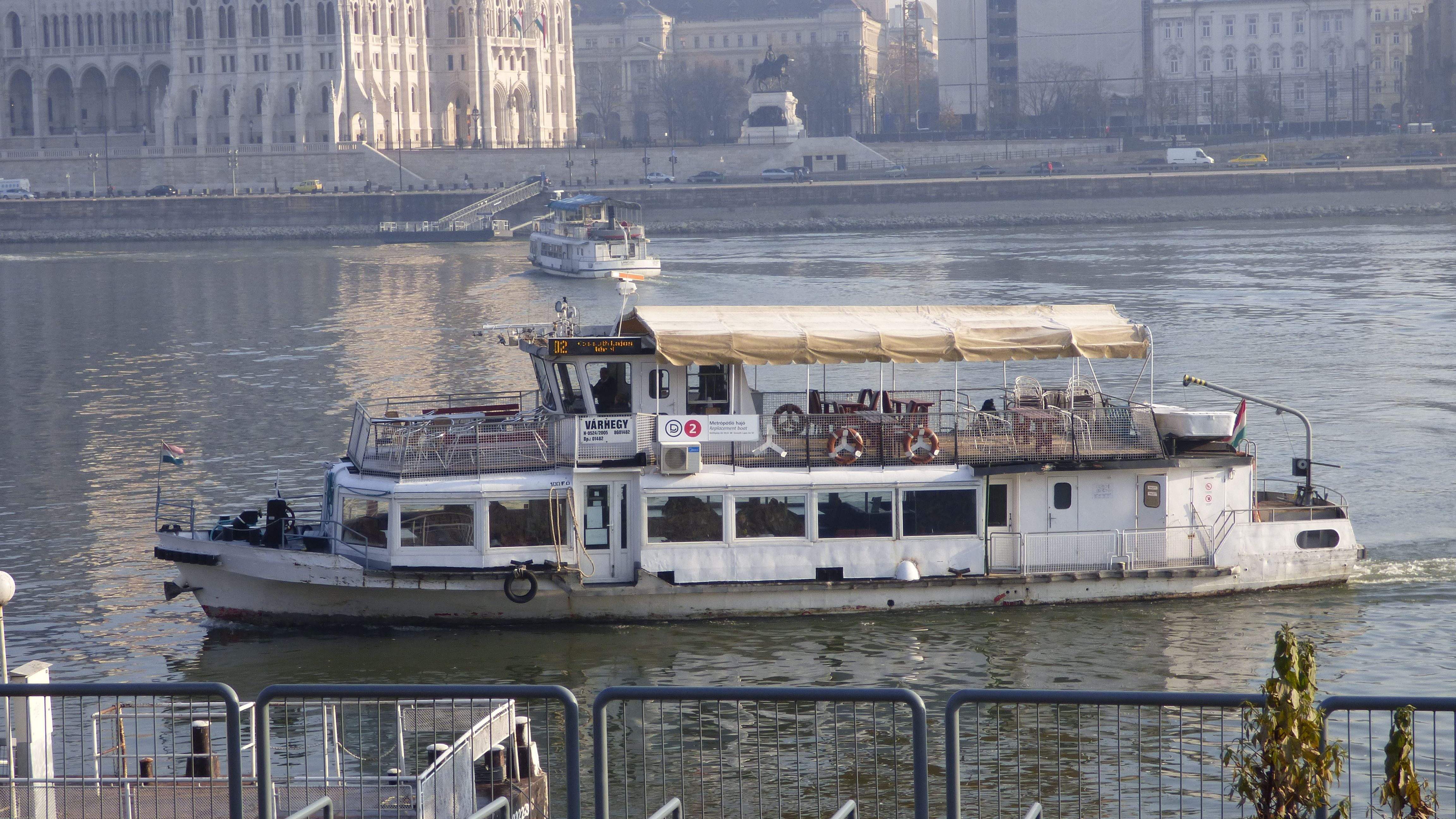
Az ideiglenes D2-es átkelőhajó 2016-ban a Batthyány térnél
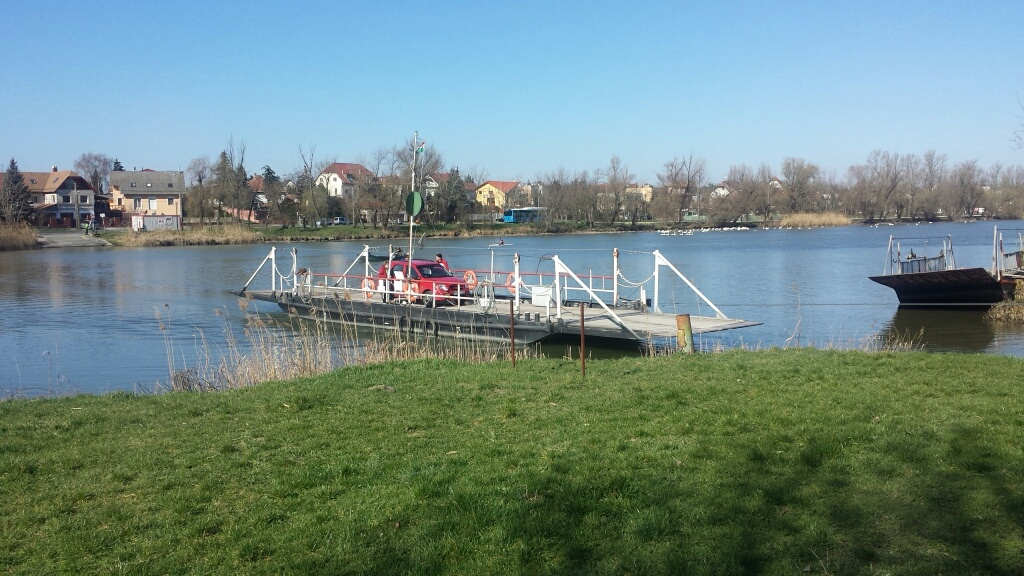
Budapest egyetlen átkelőhajója a D14-es, amely a Ráckevei-Duna ágon Csepel, Királyerdő és Soroksár, Molnár-sziget között ingázik